# Semiotica
 (décembre 2017).
Semiotica est une revue scientifique de sémiotique. Éditée par l'Association internationale pour les études de sémiotique depuis 1969, cette revue est actuellement publiée par De Gruyter (Berlin).